# Pennisetum tristachyum
Pennisetum tristachyum là một loài thực vật có hoa trong họ Hòa thảo. Loài này được (Kunth) Spreng. mô tả khoa học đầu tiên năm 1824.